# Parnassiinae
Sous-famille
Les Parnassiinae sont une sous-famille de lépidoptères (papillons) de la famille des Papilionidae. Dans certaines classifications anciennes, elle constituait une famille à part entière, sous le nom de Parnassiidae. 

## Dénomination
Les espèces qui possèdent un nom vernaculaire sont appelées Dianes, Thaïs ou Apollons et en anglais Apollos et Parnassians.

## Caractéristiques
Les Parnassiinae vivent en montagne, à assez haute altitude. Ils sont présents dans cet habitat en Europe, en Asie et en Amérique du Nord.
Leur chenille est couverte de poils comme le corps de l'imago. Le papillon est de couleur blanche à jaune avec différentes marques et ornementations suivant les espèces.

## Liste des genres
- Allancastria Bryk, 1934.
- Archon Hübner, 1822.
- Bhutanitis Atkinson, 1873.
- Hypermnestra Ménétries, 1846.
- Luehdorfia Crüger, 1878.
- Parnassius Latreille, 1804.
- Sericinus Westwood, 1851.
- Zerynthia Ochsenheimer, 1816.

## Phylogénie
L'ancêtre des Parnassinae le plus récent a été trouvé sur le plateau iranien et dans le centre de l'Asie. Leur diversification a eu lieu il y a 42 à 65 millions d'années lors de la collision de l'Inde avec l'Eurasie.
Les études montrent que la classification des Parnassiinae ne reflète pas la phylogénie du groupe.

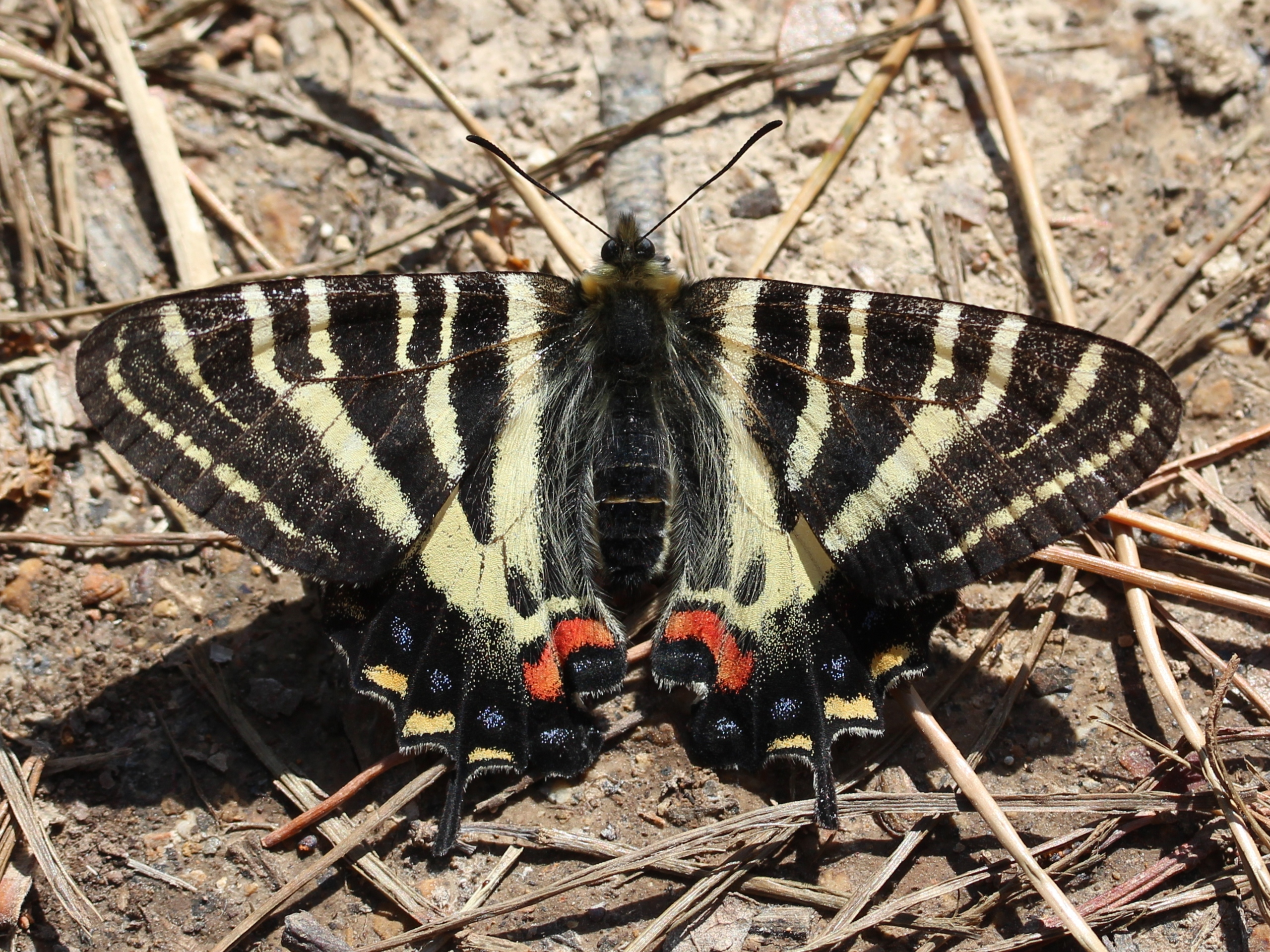
Luehdorfia japonica